# Negrões
Negrões é uma povoação portuguesa sede da Freguesia de Negrões do Município de Montalegre, freguesia com 57,60 km² de área e 132 habitantes (censo de 2021), tendo, por isso, uma densidade populacional de 2,3 hab./km².

## Toponomia
Encontra-se na margem sul da Albufeira do Alto Rabagão. Perto, situa-se a aldeia pitoresca de Vilarinho de Negrões, alma gémea.

## Demografia
A população registada nos censos foi:
| Distribuição da População por Grupos Etários | Distribuição da População por Grupos Etários | Distribuição da População por Grupos Etários | Distribuição da População por Grupos Etários | Distribuição da População por Grupos Etários |
| -------------------------------------------- | -------------------------------------------- | -------------------------------------------- | -------------------------------------------- | -------------------------------------------- |
| Ano                                          | 0-14 Anos                                    | 15-24 Anos                                   | 25-64 Anos                                   | > 65 Anos                                    |
| 2001                                         | 24                                           | 21                                           | 92                                           | 59                                           |
| 2011                                         | 17                                           | 15                                           | 81                                           | 64                                           |
| 2021                                         | 8                                            | 12                                           | 58                                           | 54                                           |

## Localidades
A Freguesia é composta por 3 aldeias:
- Lamachã
- Negrões
- Vilarinho de Negrões

## Património
- Igreja Matriz de Negrões;
- Capela em Lamachã.